# Gamlabro
Gamlabro AB var en yllefabrik i Norrköping. Fabriken var verksam 1865-1957. En ny fabrikslokal i tre våningar uppfördes 1891 på samma tomt, varefter de gamla lokalerna revs. Fabriken totalförstördes i  en brand 1925, och endast murade väggar stod kvar, men fabriken återuppbyggdes. Fabriksbyggnaden ligger kvar mellan Västgötegatan och Strömmen alldeles ovanför Gamlebro. Fabriken hade vid branden 125 arbetare och vid nedläggningen 60 arbetare.